# Обикновен зелен горски гущер
Обикновените зелени горски гущери (Calotes calotes), наричани също обикновени калоти и дървесни калоти, са вид влечуги от семейство Агамови (Agamidae).
Разпространени са в южна Индия и Шри Ланка. Обикновено достигат 50 до 65 сантиметра дължина на тялото с опашката, а цветът им е яркозелен, с няколко отчетливи светли или тъмнозелени напречни ивици на гърба.